# Cobb megye
Cobb megye az Amerikai Egyesült Államokban, azon belül Georgia államban található. Megyeszékhelye és legnagyobb városa Marietta. Lakosainak száma 766 149 fő (2020. április 1.). Cobb megye Cherokee, Fulton, Bartow, Douglas és Paulding megyékkel határos.

## Népesség
A megye népességének változása:
| Lakosok száma | 689 655 | 697 277 | 707 277 | 717 190 | 741 334 | 766 149 |
|               | 2010    | 2011    | 2012    | 2013    | 2015    | 2020    |